# Northbridge

Struttura ad albero di un Chipset, si notano il Northbridge ed il Southbridge.

Il northbridge (lett. "ponte nord"), conosciuto anche come Memory Controller Hub (MCH) o Host Bridge, costituisce, insieme al southbridge la parte logica del chipset di una scheda madre, essendo il circuito integrato che mette in relazione i vari bus collegati alla CPU e ai dispositivi più veloci (chipset Intel).

## Etimologia
Il nome deriva dal disegno dell'architettura nel modo di rappresentarlo. La CPU dovrebbe essere al vertice della mappa, dunque a nord. La CPU dovrebbe essere connessa al chipset tramite un ponte veloce situato a nord rispetto alle altre periferiche disegnate. Il northbridge, a sua volta, dovrebbe essere connesso con il resto del chipset tramite un ponte lento (il southbridge) situato a sud, oltre le altre periferiche di sistema disegnate.

## Descrizione
Il northbridge comunica con CPU, RAM, AGP o PCI Express e con il Southbridge. Alcuni northbridge contengono anche un controller video integrato, che è conosciuto anche come Graphic and Memory Controller HUB (GMCH). Per via dei diversi tipi di processori e di tipologie di RAM i chipset non sono generici, ma specifici per ogni famiglia (o classi di famiglie) di processori e di RAM. Per esempio il northbridge NVIDIA nForce2 può lavorare solo con CPU Duron, Athlon e Athlon XP combinati con RAM di tipo DDR SDRAM. Allo stesso modo i chipset Intel i875 lavorano solo con sistemi che usano processori Pentium 4, che hanno una velocità di clock superiore a 1,3 GHz, e che utilizzano RAM di tipo DDR SDRAM.

### Importanza
Il northbridge su una scheda madre è il fattore che determina tipologia, numero e velocità della (delle) CPU(s), quantità e velocità della RAM che può essere utilizzata. Inoltre svolge il ruolo di regolazione della tensione e del numero di connessioni con le altre periferiche.
Un northbridge di solito lavora solo con uno o due southbridge ASICs; per questo, alcune caratteristiche e/o prestazioni date al sistema possono essere limitate dalle tecnologie disponibili dal southbridge ad esso collegato.

### Sviluppi recenti

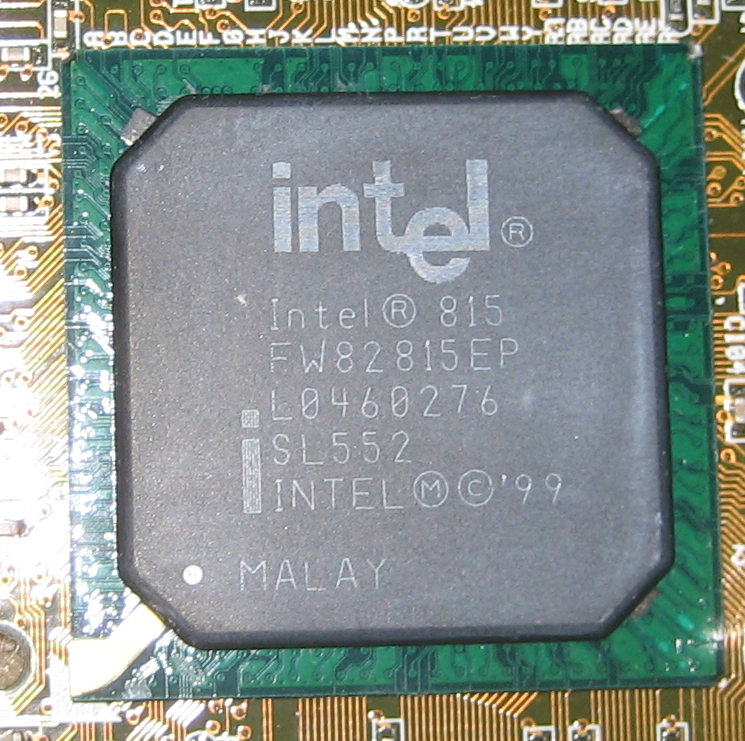
Northbridge Intel 815EP

Il memory controller, che mette in comunicazione la CPU e le RAM, è stato spostato sul piedino del processore negli AMD64. Altri produttori di CPU hanno considerato questo cambiamento per i loro prodotti, come Intel e IBM.
Un esempio è il chipset dell'NVIDIA nForce3 per i sistemi AMD64 che è su singolo chip. Questo combina tutte le caratteristiche di un normale southbridge con una porta AGP connessa direttamente alla CPU.
In futuro la soluzione integrata sul die sembra essere privilegiata rispetto alla precedente separazione del chipset.

### Northbridge e overclock
Il Northbridge gioca un ruolo importante nell'overclock del processore; la sua frequenza è usata come base per il processore per stabilire la propria frequenza operativa. Nei computer di oggi il chipset diventa estremamente caldo, come conseguenza dell'aumentata velocità dei computer. È tipico quindi usare dei dissipatori attivi o passivi per dissipare il notevole calore prodotto dallo stesso chipset.